# Sceliphron rufopictum
Sceliphron rufopictum är en biart som först beskrevs av Frederick Smith 1856.
Sceliphron rufopictum ingår i släktet Sceliphron och familjen grävsteklar.

## Underarter
Arten delas in i följande underarter:
- Sceliphron rufopictum bicinctum
- Sceliphron rufopictum kalshoveni
- Sceliphron rufopictum laticinctum
- Sceliphron rufopictum rufopictum